# Albert Thys (koloniaal)

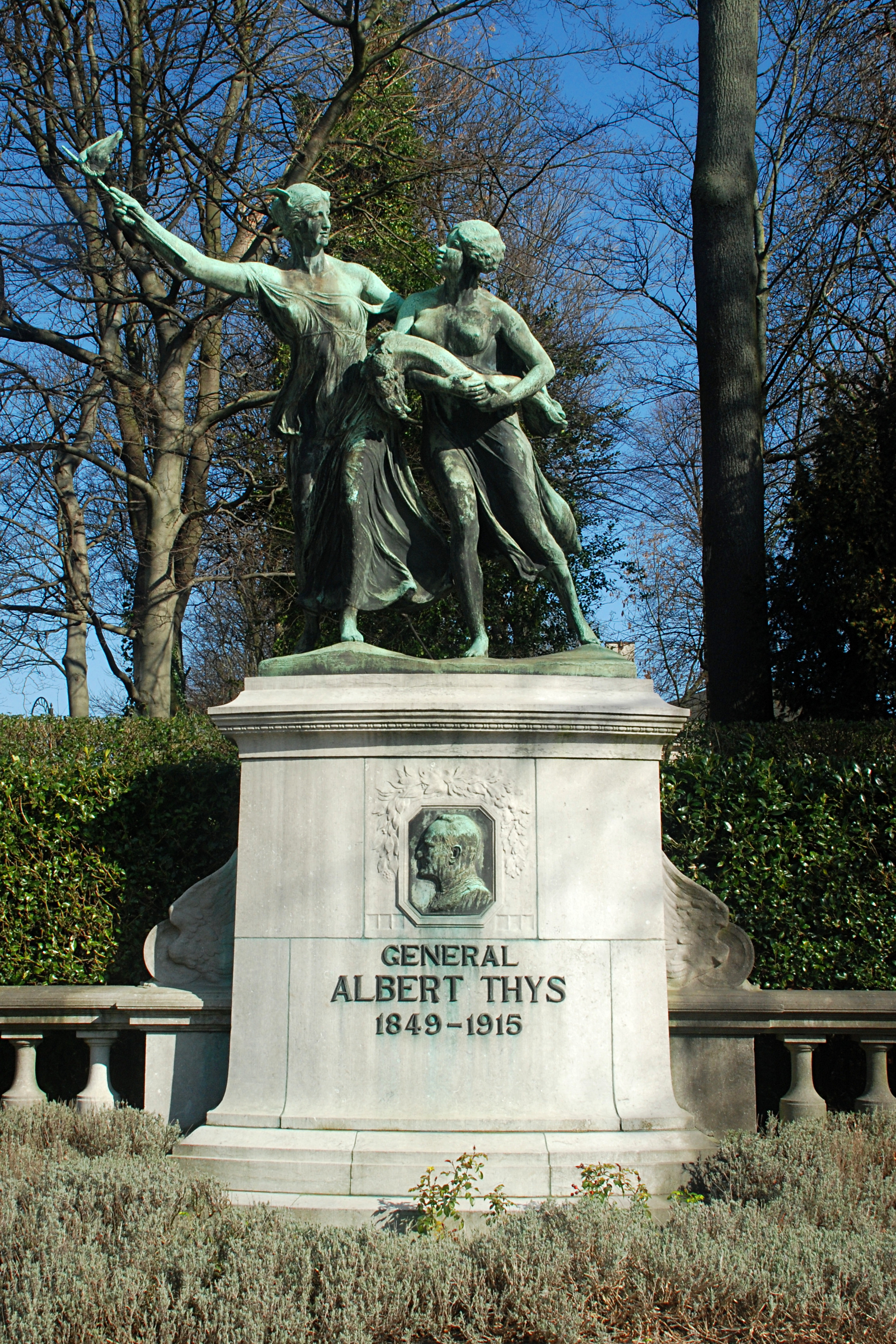
Monument aan generaal Thys in het Brusselse Jubelpark (1920-1926): Het Belgisch genie leidt de Congo

Albert Jean-Baptiste Joseph Thys (Dalhem, 28 november 1849 – Brussel, 10 februari 1915) was een Belgisch koloniaal officier en ondernemer. Hij was mee de architect van het koloniale regime in de Onafhankelijke Congostaat van Leopold II, waar hij met de groep-Thys fortuin maakte en onder meer de cruciale spoorlijn Matadi-Leopoldstad liet aanleggen. Samen met Leopold was hij mee verantwoordelijk voor de gruweldaden in Congo. Niettemin voer Thys reeds vanaf 1890 een eigen koers en stuurde hij aan op de overname van de kolonie door België. In Nederland is hij bekend als financier van de steenkoolonderneming Laura en Vereeniging in Eygelshoven.

## Militaire loopbaan
Thys volgde de Militaire School (1868-1870) en studeerde af met de rang van onderluitenant. Hij zette zijn studies verder aan de Oorlogsschool tot 1876. In dat jaar nam Leopold kapitein Thys op in zijn persoonlijke kabinet als secretaris voor koloniale zaken. Ook werkte hij voor Maximilien Strauch, voorzitter van het Comité d'études du Haut-Congo. In 1879 werd hij ordonnansofficier van de koning. Vanuit België organiseerde hij meerdere expedities van de Association internationale africaine, waaronder die van Henry Morton Stanley.

## Koloniaal ondernemer
Meer nog dan een militair was Thys een industrieel. David Van Reybrouck noemt hem in zijn standaardwerk Congo. Een geschiedenis "militair en captain of industry". Gedurende lange tijd werd de koloniale geschiedenis geschreven en onderwezen op basis van koloniale geschriften, vanuit het standpunt van de kolonisator. Deze geschiedenis vertelt dat Albert Thys een groot voorstander was van de eerste Belgische expedities naar de Onafhankelijke Congostaat. In 1883 werd hij benoemd tot adjudant van koning Leopold II. Hij werd ook functionaris in Congo en zou dat blijven tot 1904.
De mogendheden erkenden de leopoldiaanse staat in 1885 maar bekwamen in de Akte van Berlijn dat er vrijhandel zou heersen. Om de economische mogelijkheden van het gebied te exploiteren, was Thys eind 1886 de drijvende kracht achter de oprichting van de Compagnie du Congo pour le Commerce et l'Industrie. Het werd de moederholding van een groep ondernemingen in de Brusselse Brederodestraat, waaronder:
- de Compagnie du chemin de fer du Congo
- de Compagnie de Katanga
- de Société Anonyme Belge pour le Commerce du Haut-Congo (SAB)
- de Compagnie des magasins généraux du Congo
- de Compagnie des produits du Congo
- het Syndicat Commercial du Katanga
- de Banque d'Outremer
- de Compagnie belge maritime du Congo

Met het oog op de spoorwegaanleg maakte Thys in 1887 de eerste van tien reizen naar Congo. Onder zijn leiding werd de spoorweg tussen Matadi en Leopoldstad (het huidige Kinshasa) aangelegd. De levensomstandigheden bij de aanleg van deze spoorweg waren ronduit erbarmelijk. De sanitaire en medische voorzieningen waren benedenmaats. In 1892 werkten er ongeveer tweeduizend mensen aan de spoorweg, waarvan er gemiddeld honderdvijftig arbeiders per maand het leven lieten ten gevolge van pokken, dysenterie, beriberi en uitputting. Eind 1892 waren er reeds 7000 arbeiders aangeworven, waarvan er 3500 gestorven of gevlucht waren (bijvoorbeeld richting naburige bossen). Door deze omstandigheden werd het moeilijker om arbeidskrachten aan te werven. Thys trok daarom respectievelijk in september en november 1892 mensen uit Barbados en China aan. De Barbadianen weigerden de boten in de haven van Matadi te verlaten tot ze door middel van vuurwapens gedwongen werden. Bij deze actie lieten zeven mensen het leven.
Halverwege deze spoorlijn bouwde men tussen 1895 en 1898 een stadje dat naar Thys werd genoemd: Thysstad, het tegenwoordige Mbanza-Ngungu.
Met de Compagnie de Katanga richtte Thys zich op de exploratie en bezetting van Katanga. Voor de rubberexploitatie van het dochterbedrijf Compagnie du Lomami onderhandelde hij met Cecil Rhodes.
Aanvankelijk noemde Thys zich ‘een tegenstander van dwangarbeid’, maar al tijdens zijn eerste reis naar Congo in 1887 schakelde hij zich wel geheel in het heersende exploitatieregime in en vond hij lijfstraffen prima:

De Bangala die schuldig bevonden zijn, krijgen elk vijftig zweepslagen... Dat is niet genoeg, maar wij zijn zeer gehaast want we zijn al te laat. De Bangala die belast waren met het laden van hout hebben geluierd tijdens de nacht.

In 1890 was het tot een aanvaring gekomen tussen Thys en Leopold omdat de vorst rubber en ivoor liet exploiteren door de Congostaat zelf en door concessiemaatschappijen waarin hij aandeelhouder was. Ze vonden een modus vivendi, maar Thys richtte dat jaar de Cercle africain op en begon geleidelijk achter de schermen aan te sturen op een Belgische overname van de kolonie. Onder het pseudoniem G.B. publiceerde hij hierover in 1895 het pamflet Belgique et Congo. Faut-il reprendre le Congo? In 1908 was het zover en zat de groep-Thys in een gunstige positie om haar activiteiten verder te zetten in Belgisch-Congo.

## Limburgse koolmijnen
In eigen land was Thys de oprichter en eerste president van de Société des charbonnages réunis Laura et Vereeniging S.A. (opgericht te Sint-Gillis op 26 juni 1899). Deze maatschappij exploiteerde in het Nederlandse Eygelshoven de twee steenkolenmijnen Laura en Julia.

## Gezin
Albert Thys huwde in 1877 met Joséphine Henriette Rosalie "Julie" Mottin (1856-1908), het echtpaar kreeg zes kinderen. De steenkoolmijn Julia in Eygelshoven is naar Julie Mottin vernoemd. Zijn vrouw stierf op 52-jarige leeftijd en ligt in het familiegraf begraven in Dalhem.

## Museum
In Dalhem is het Musée Général Thys ingericht, te bezoeken op afspraak.

## Zie ook

Albert Thys
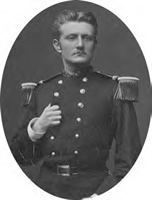
Jonge officier Albert Thys
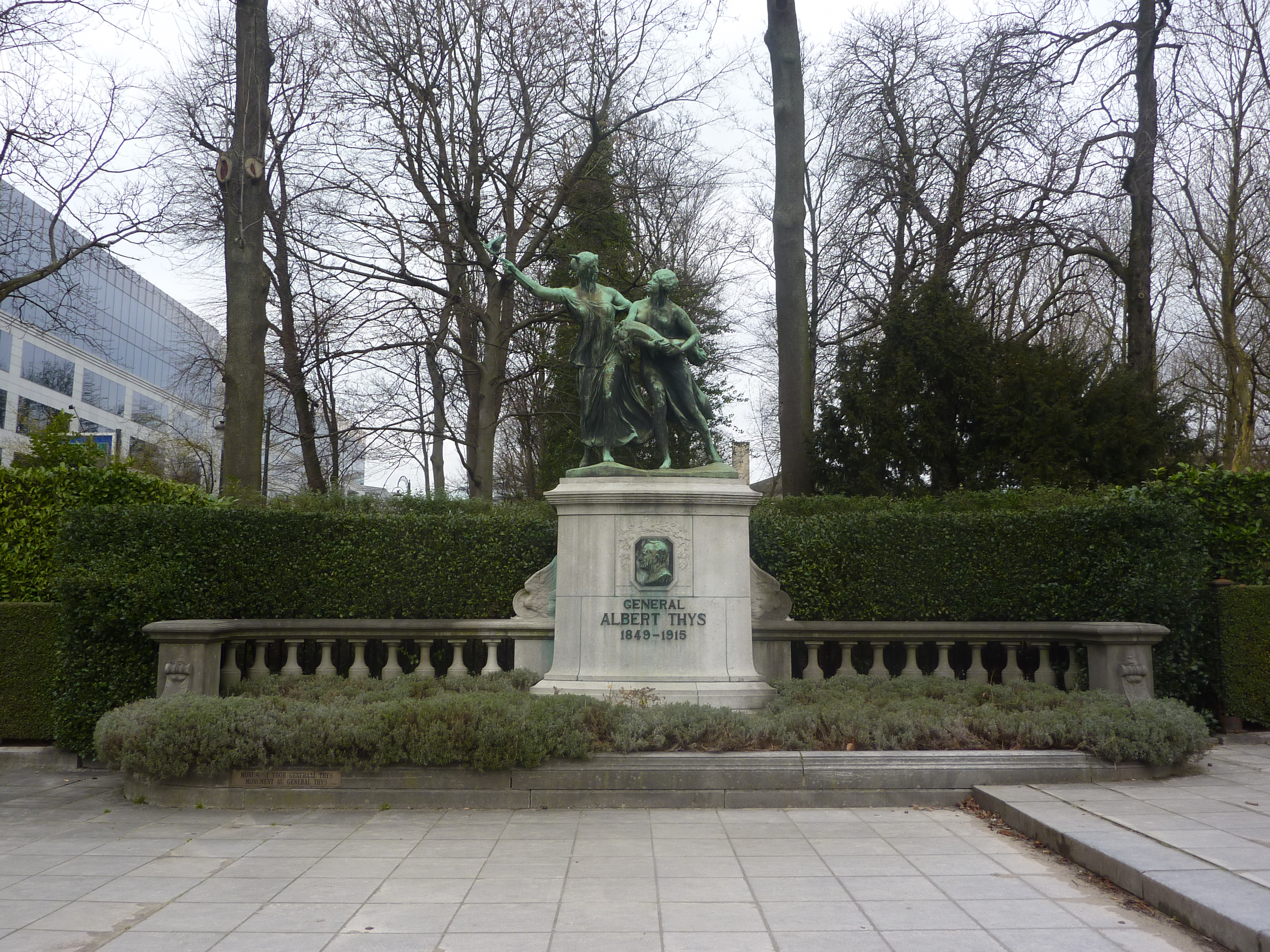
Monument voor Albert Thys in Brussel.
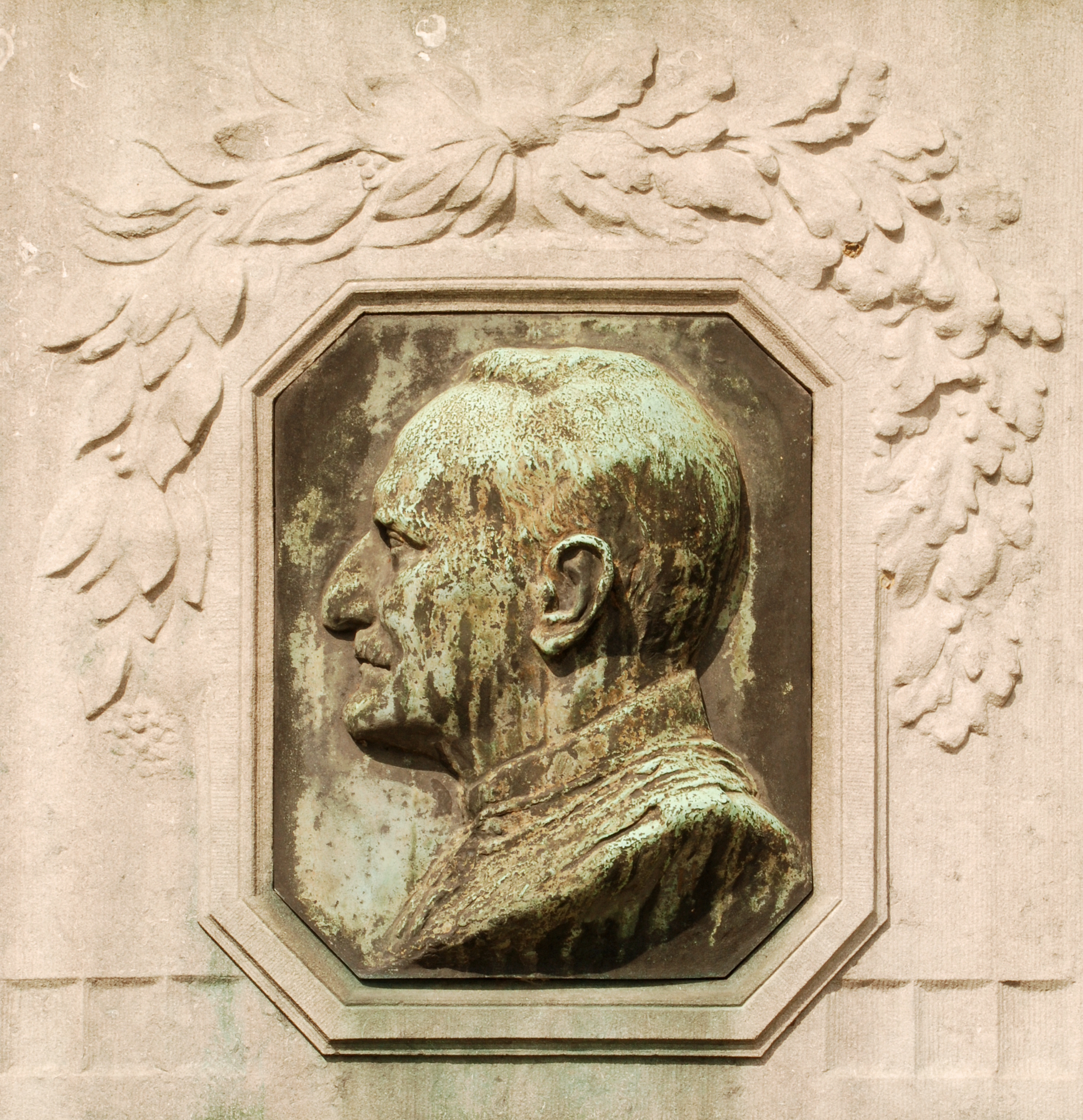
Detail monument voor Albert Thys in Brussel.
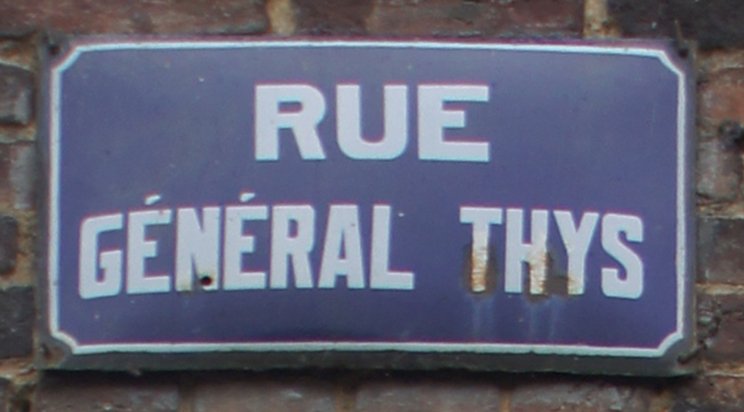
Straatnaambord in Dalhem.
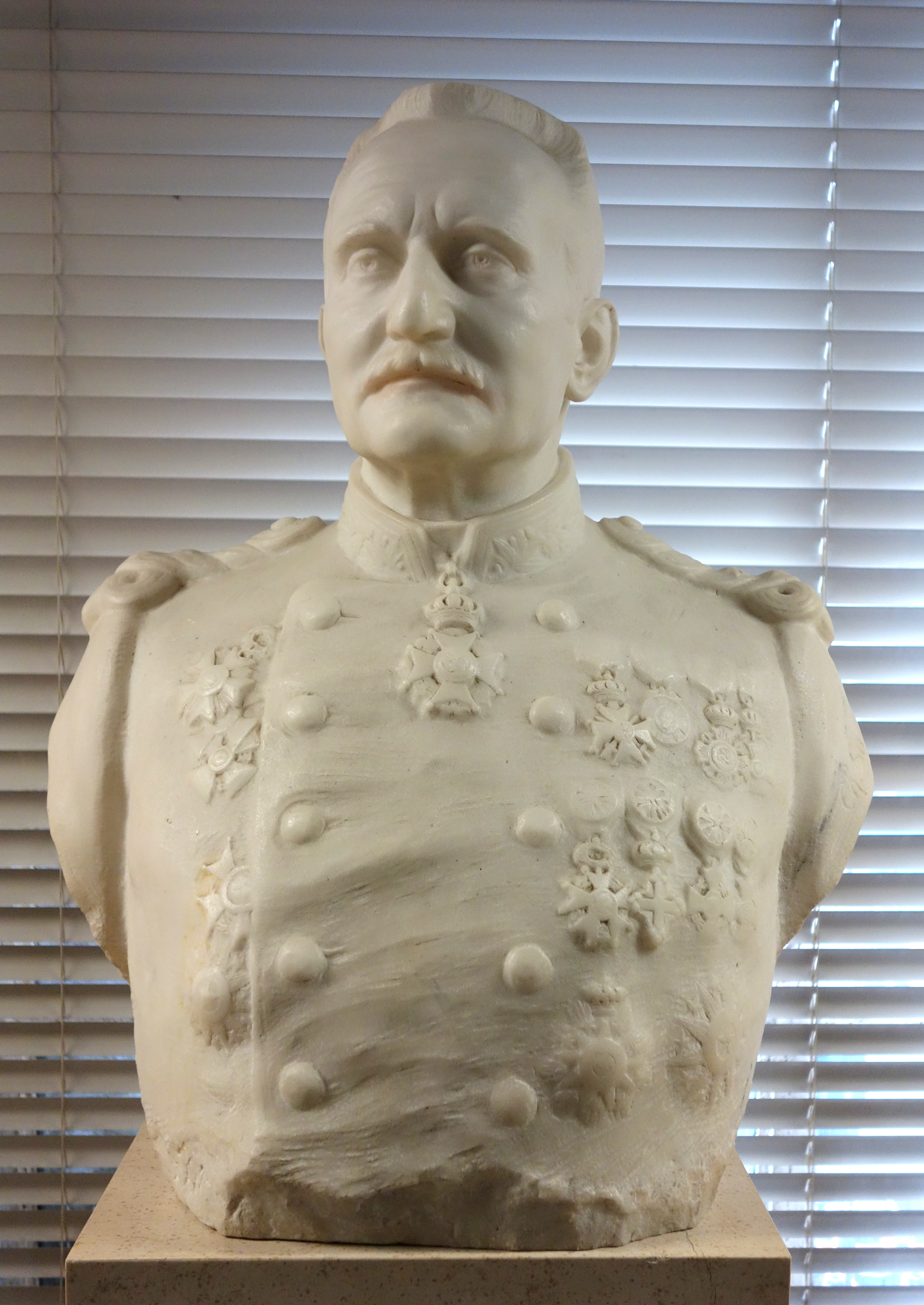
Buste van Thys in Koninklijk Museum voor Midden-Afrika.